# 박원숙 초가겹집
박원숙 초가겹집(朴原淑 초가겹집)은 경상북도 안동시, 안동민속박물관에 있다. 2013년 4월 9일 안동시의 문화유산 제83호로 지정되었다.